# J-League de 1993
A J-League de 1993 foi a primeira edição da liga de futebol japonesa profissional J-League. Foi iniciada em 15 de maio e com término no dia 15 de dezembro de 1993.
O campeonato marcou a estreia de uma liga totalmente no futebol profissionals. O Verdy Kawasaki (atual Tokyo Verdy 1969) foi o primeiro campeão, sendo o vice Kashima Antlers.

## Classificação Final

### Suntory Series (1º fase)
| Pos | Clube                | PJ | V  | D  | GM | GS | SD  | Note                                                               |
| --- | -------------------- | -- | -- | -- | -- | -- | --- | ------------------------------------------------------------------ |
| 1   | Verdy Kawasaki       | 18 | 13 | 5  | 41 | 18 | 23  | Campeão Suntory Series Qualificado para a Suntory Championship '93 |
| 2   | Kashima Antlers      | 18 | 12 | 6  | 29 | 21 | 8   |                                                                    |
| 3   | Yokohama Marinos     | 18 | 11 | 7  | 29 | 24 | 5   |                                                                    |
| 4   | Shimizu S-Pulse      | 18 | 10 | 8  | 28 | 25 | 3   |                                                                    |
| 5   | JEF United Ichihara  | 18 | 9  | 9  | 26 | 23 | 3   |                                                                    |
| 6   | Sanfrecce Hiroshima  | 18 | 9  | 9  | 23 | 24 | -1  |                                                                    |
| 7   | Yokohama Flugels     | 18 | 8  | 10 | 24 | 21 | 3   |                                                                    |
| 8   | Gamba Osaka          | 18 | 8  | 10 | 27 | 31 | -4  |                                                                    |
| 9   | Nagoya Grampus Eight | 18 | 7  | 11 | 21 | 38 | -17 |                                                                    |
| 10  | Urawa Red Diamonds   | 18 | 3  | 15 | 11 | 34 | -23 |                                                                    |

### NICOS Series (2º fase)
| Pos | Clube                | PJ | V  | D  | GM | GS | SG  | Note                                                                       |
| --- | -------------------- | -- | -- | -- | -- | -- | --- | -------------------------------------------------------------------------- |
| 1   | Verdy Kawasaki       | 18 | 16 | 2  | 43 | 10 | 33  | Campeão NICOS Series Champions Qualificado para a Suntory Championship '93 |
| 2   | Shimizu S-Pulse      | 18 | 14 | 4  | 26 | 9  | 17  |                                                                            |
| 3   | Yokohama Marinos     | 18 | 10 | 8  | 31 | 24 | 7   |                                                                            |
| 4   | Kashima Antlers      | 18 | 10 | 8  | 31 | 25 | 6   |                                                                            |
| 5   | Sanfrecce Hiroshima  | 18 | 9  | 9  | 31 | 25 | 6   |                                                                            |
| 6   | Gamba Osaka          | 18 | 8  | 10 | 24 | 34 | -10 |                                                                            |
| 7   | Yokohama Flugels     | 18 | 8  | 10 | 20 | 30 | -10 |                                                                            |
| 8   | Nagoya Grampus Eight | 18 | 5  | 13 | 27 | 28 | -1  |                                                                            |
| 9   | JEF United Ichihara  | 18 | 5  | 13 | 25 | 44 | -19 |                                                                            |
| 10  | Urawa Red Diamonds   | 18 | 5  | 13 | 15 | 44 | -29 |                                                                            |

### Suntory Championship '93
Foram duas partidas para definir o campeão, em 9 de janeiro o Kashima Antlers perdeu em casa por 0-2 para o Verdy Kawasaki. Enquanto que na segunda partida foi 1-1, com Alcindo marcando o gol do título
VERDY KAWASAKI ganhou a serie por 3-1 no agregado.

### Classificação final agregado
| Pos | Club Nome            | PJ | V  | D  | GM | GS | SG  | Note                                                                                                 |
| --- | -------------------- | -- | -- | -- | -- | -- | --- | --- |
| 1   | Verdy Kawasaki       | 36 | 28 | 8  | 69 | 28 | 41  | J. League Campeão de 1993 Qualificado para to 1994/95 ACC, 1994 Super Cup, e Sanwa Bank Cup de 1994. |
| 2   | Kashima Antlers      | 36 | 23 | 13 | 72 | 43 | 29  | |
| 3   | Shimizu S-Pulse      | 36 | 24 | 12 | 54 | 34 | 20  | |
| 4   | Yokohama Marinos     | 36 | 21 | 15 | 60 | 48 | 12  | |
| 5   | Sanfrecce Hiroshima  | 36 | 18 | 18 | 54 | 49 | 5   | |
| 6   | Yokohama Flugels     | 36 | 16 | 20 | 51 | 65 | -7  | |
| 7   | Gamba Osaka          | 36 | 16 | 20 | 51 | 65 | -14 | |
| 8   | JEF United Ichihara  | 36 | 14 | 22 | 51 | 67 | -16 | |
| 9   | Nagoya Grampus Eight | 36 | 12 | 24 | 48 | 66 | -18 | |
| 10  | Urawa Red Diamonds   | 36 | 8  | 28 | 26 | 78 | -52 | |